# Interlands Moldavisch voetbalelftal 2020-2029
Deze pagina toont een chronologisch en gedetailleerd overzicht van de interlands die het Moldavisch voetbalelftal speelt en heeft gespeeld in de periode 2020 – 2029.

## Interlands

### 2020
|                                                                        |          |                    |        |                                                                                |
| 9 januari Vriendschappelijk № 239 «onderlinge duels» 20:00 uur (UTC+3) | Moldavië | 0 – 1              | Zweden | Al-Ahlystadion, Doha Toeschouwers: 100 Scheidsrechter: Saoud Ali Al-Adba (QAT) |
| 9 januari Vriendschappelijk № 239 «onderlinge duels» 20:00 uur (UTC+3) |          | 32' Jordan Larsson |        | Al-Ahlystadion, Doha Toeschouwers: 100 Scheidsrechter: Saoud Ali Al-Adba (QAT) |

|                                                                                     |                    |       |                      |                                                                                           |
| 3 september UEFA Nations League Groep C3 № 240 «onderlinge duels» 20:45 uur (UTC+2) | Moldavië           | 1 – 1 | Kosovo               | Stadio Ennio Tardini, Parma (Italië) Toeschouwers: 0 Scheidsrechter: Kai Erik Steen (NOR) |
| 3 september UEFA Nations League Groep C3 № 240 «onderlinge duels» 20:45 uur (UTC+2) | Ion Nicolăescu 21' |       | 72' Benjamin Kololli | Stadio Ennio Tardini, Parma (Italië) Toeschouwers: 0 Scheidsrechter: Kai Erik Steen (NOR) |

|                                                                                     |                  |       |          |                                                                                |
| 6 september UEFA Nations League Groep C3 № 241 «onderlinge duels» 18:00 uur (UTC+2) | Slovenië         | 1 – 0 | Moldavië | Stožicestadion, Ljubljana Toeschouwers: 0 Scheidsrechter: Jérôme Brisard (FRA) |
| 6 september UEFA Nations League Groep C3 № 241 «onderlinge duels» 18:00 uur (UTC+2) | Damjan Bohar 28' |       |          | Stožicestadion, Ljubljana Toeschouwers: 0 Scheidsrechter: Jérôme Brisard (FRA) |

|                                                                        | |       |          |                                                                                           |
| 7 oktober Vriendschappelijk № 242 «onderlinge duels» 20:45 uur (UTC+2) | Italië | 6 – 0 | Moldavië | Stadio Artemio Franchi, Florence Toeschouwers: 1.000 Scheidsrechter: Daniel Siebert (GER) |
| 7 oktober Vriendschappelijk № 242 «onderlinge duels» 20:45 uur (UTC+2) | Bryan Cristante 19' Francesco Caputo 23' Stephan El Shaarawy 30' Veaceslav Posmac 38' (e.d.) Stephan El Shaarawy 45+1' Domenico Berardi 72' |       |          | Stadio Artemio Franchi, Florence Toeschouwers: 1.000 Scheidsrechter: Daniel Siebert (GER) |

|                                                                                    |                                                       |       |          |                                                                                              |
| 11 oktober UEFA Nations League Groep C3 № 243 «onderlinge duels» 21:45 uur (UTC+3) | Griekenland                                           | 2 – 0 | Moldavië | Olympisch Stadion Spyridon Louis, Athene Toeschouwers: 0 Scheidsrechter: Dennis Higler (NED) |
| 11 oktober UEFA Nations League Groep C3 № 243 «onderlinge duels» 21:45 uur (UTC+3) | Anastasios Bakasetas 45+3' (pen.) Petros Mantalos 50' |       |          | Olympisch Stadion Spyridon Louis, Athene Toeschouwers: 0 Scheidsrechter: Dennis Higler (NED) |

|                                                                                    |          |                                                                                  |          |                                                                             |
| 14 oktober UEFA Nations League Groep C3 № 244 «onderlinge duels» 21:45 uur (UTC+3) | Moldavië | 0 – 4                                                                            | Slovenië | Zimbrustadion, Chisinau Toeschouwers: 0 Scheidsrechter: João Pinheiro (POR) |
| 14 oktober UEFA Nations League Groep C3 № 244 «onderlinge duels» 21:45 uur (UTC+3) |          | 8' Sandi Lovrić 37' (pen.) Haris Vučkić 42' Haris Vučkić 55' (pen.) Haris Vučkić |          | Zimbrustadion, Chisinau Toeschouwers: 0 Scheidsrechter: João Pinheiro (POR) |

|                                                                          |          |       |         |                                                                             |
| 12 november Vriendschappelijk № 245 «onderlinge duels» 19:00 uur (UTC+2) | Moldavië | 0 – 0 | Rusland | Zimbrustadion, Chisinau Toeschouwers: 0 Scheidsrechter: Radu Petrescu (ROU) |
| 12 november Vriendschappelijk № 245 «onderlinge duels» 19:00 uur (UTC+2) |          |       |         | Zimbrustadion, Chisinau Toeschouwers: 0 Scheidsrechter: Radu Petrescu (ROU) |

|                                                                                     |          |                                               |             |                                                                          |
| 15 november UEFA Nations League Groep C3 № 246 «onderlinge duels» 21:45 uur (UTC+2) | Moldavië | 0 – 2                                         | Griekenland | Zimbrustadion, Chisinau Toeschouwers: 0 Scheidsrechter: Fran Jović (CRO) |
| 15 november UEFA Nations League Groep C3 № 246 «onderlinge duels» 21:45 uur (UTC+2) |          | 32' Kostas Fortounis 41' Anastasios Bakasetas |             | Zimbrustadion, Chisinau Toeschouwers: 0 Scheidsrechter: Fran Jović (CRO) |

|                                                                                     |                    |       |          |                                                                                    |
| 18 november UEFA Nations League Groep C3 № 247 «onderlinge duels» 20:45 uur (UTC+1) | Kosovo             | 1 – 0 | Moldavië | Fadil Vokrristadion, Pristina Toeschouwers: 0 Scheidsrechter: Roomer Tarajev (EST) |
| 18 november UEFA Nations League Groep C3 № 247 «onderlinge duels» 20:45 uur (UTC+1) | Lirim Kastrati 31' |       |          | Fadil Vokrristadion, Pristina Toeschouwers: 0 Scheidsrechter: Roomer Tarajev (EST) |

### 2021
|                                                                             |                   |       |                    |                                                                             |
| 25 maart WK-kwalificatie Groep F № 248 «onderlinge duels» 21:45 uur (UTC+2) | Moldavië          | 1 – 1 | Faeröer            | Zimbrustadion, Chisinau Toeschouwers: 0 Scheidsrechter: Iwan Griffith (WAL) |
| 25 maart WK-kwalificatie Groep F № 248 «onderlinge duels» 21:45 uur (UTC+2) | Ion Nicolăescu 9' |       | 83' Meinhard Olsen | Zimbrustadion, Chisinau Toeschouwers: 0 Scheidsrechter: Iwan Griffith (WAL) |

|                                                                             | |       |          |                                                                        |
| 28 maart WK-kwalificatie Groep F № 249 «onderlinge duels» 18:00 uur (UTC+2) | Denemarken | 8 – 0 | Moldavië | MCH Arena, Herning Toeschouwers: 0 Scheidsrechter: Aliyar Ağayev (AZE) |
| 28 maart WK-kwalificatie Groep F № 249 «onderlinge duels» 18:00 uur (UTC+2) | Kasper Dolberg 19' (pen.) Mikkel Damsgaard 22' Mikkel Damsgaard 29' Jens Stryger Larsen 35' Mathias Jensen 39' Kasper Dolberg 48' Robert Skov 81' Marcus Ingvartsen 89' |       |          | MCH Arena, Herning Toeschouwers: 0 Scheidsrechter: Aliyar Ağayev (AZE) |

|                                                                             |                  |       |                                                                         |                                                                             |
| 31 maart WK-kwalificatie Groep F № 250 «onderlinge duels» 21:45 uur (UTC+3) | Moldavië         | 1 – 4 | Israël                                                                  | Zimbrustadion, Chisinau Toeschouwers: 0 Scheidsrechter: Bojan Pandžić (SWE) |
| 31 maart WK-kwalificatie Groep F № 250 «onderlinge duels» 21:45 uur (UTC+3) | Cătălin Carp 29' |       | 45+2' Eran Zahavi 57' Manor Solomon 64' Moanes Dabour 66' Bibras Natkho | Zimbrustadion, Chisinau Toeschouwers: 0 Scheidsrechter: Bojan Pandžić (SWE) |

|                                                                     |                                   |       |          |                                                                                  |
| 3 juni Vriendschappelijk № 251 «onderlinge duels» 19:00 uur (UTC+2) | Turkije                           | 2 – 0 | Moldavië | Benteler-Arena, Paderborn Toeschouwers: 0 Scheidsrechter: Sascha Stegemann (GER) |
| 3 juni Vriendschappelijk № 251 «onderlinge duels» 19:00 uur (UTC+2) | Burak Yılmaz 58' Cengiz Ünder 77' |       |          | Benteler-Arena, Paderborn Toeschouwers: 0 Scheidsrechter: Sascha Stegemann (GER) |

|                                                                     |                     |       |              |                                                                                          |
| 6 juni Vriendschappelijk № 252 «onderlinge duels» 19:00 uur (UTC+3) | Moldavië            | 1 – 0 | Azerbeidzjan | Zimbrustadion, Chisinau Toeschouwers: 2.130 Scheidsrechter: Marian Alexandru Barbu (ROU) |
| 6 juni Vriendschappelijk № 252 «onderlinge duels» 19:00 uur (UTC+3) | Vitalie Damașcan 8' |       |              | Zimbrustadion, Chisinau Toeschouwers: 2.130 Scheidsrechter: Marian Alexandru Barbu (ROU) |

|                                                                                |          |                                                    |            | |
| 1 september WK-kwalificatie Groep F № 253 «onderlinge duels» 22:15 uur (UTC+3) | Moldavië | 0 – 2                                              | Oostenrijk | Zimbrustadion, Chisinau Toeschouwers: 3.945 Scheidsrechter: Paul Tierney (ENG) Video-assistent: Jarred Gillett (AUS) |
| 1 september WK-kwalificatie Groep F № 253 «onderlinge duels» 22:15 uur (UTC+3) |          | 45+1' Christoph Baumgartner 90+4' Marko Arnautović |            | Zimbrustadion, Chisinau Toeschouwers: 3.945 Scheidsrechter: Paul Tierney (ENG) Video-assistent: Jarred Gillett (AUS) |

|                                                                                |                  |       |          | |
| 4 september WK-kwalificatie Groep F № 254 «onderlinge duels» 19:45 uur (UTC+1) | Schotland        | 1 – 0 | Moldavië | Hampden Park, Glasgow Toeschouwers: 40.869 Scheidsrechter: Lawrence Visser (BEL) Video-assistent: Erik Lambrechts (BEL) |
| 4 september WK-kwalificatie Groep F № 254 «onderlinge duels» 19:45 uur (UTC+1) | Lyndon Dykes 14' |       |          | Hampden Park, Glasgow Toeschouwers: 40.869 Scheidsrechter: Lawrence Visser (BEL) Video-assistent: Erik Lambrechts (BEL) |

|                                                                                |                                      |       |                        | |
| 7 september WK-kwalificatie Groep F № 255 «onderlinge duels» 19:45 uur (UTC+1) | Faeröer                              | 2 – 1 | Moldavië               | Tórsvøllur, Tórshavn Toeschouwers: 2.714 Scheidsrechter: Ricardo de Burgos Bengoetxea (ESP) Video-assistent: Jesús Gil Manzano (ESP) |
| 7 september WK-kwalificatie Groep F № 255 «onderlinge duels» 19:45 uur (UTC+1) | Klæmint Olsen 68' Heini Vatnsdal 72' |       | 84' Nicolae Milinceanu | Tórsvøllur, Tórshavn Toeschouwers: 2.714 Scheidsrechter: Ricardo de Burgos Bengoetxea (ESP) Video-assistent: Jesús Gil Manzano (ESP) |

|                                                                              |          |                                                                                      |            | |
| 9 oktober WK-kwalificatie Groep F № 256 «onderlinge duels» 21:45 uur (UTC+3) | Moldavië | 0 – 4                                                                                | Denemarken | Zimbrustadion, Chisinau Toeschouwers: 2.642 Scheidsrechter: João Pinheiro (POR) Video-assistent: Luís Godinho (POR) |
| 9 oktober WK-kwalificatie Groep F № 256 «onderlinge duels» 21:45 uur (UTC+3) |          | 23' Andreas Skov Olsen 34' (pen.) Simon Kjær 39' Christian Nørgaard 44' Joakim Mæhle |            | Zimbrustadion, Chisinau Toeschouwers: 2.642 Scheidsrechter: João Pinheiro (POR) Video-assistent: Luís Godinho (POR) |

|                                                                               |                                   |       |                      | |
| 12 oktober WK-kwalificatie Groep F № 257 «onderlinge duels» 21:45 uur (UTC+3) | Israël                            | 2 – 1 | Moldavië             | Turnerstadion, Beër Sjeva Toeschouwers: 9.000 Scheidsrechter: Andris Treimanis (LVA) Video-assistent: Harm Osmers (GER) |
| 12 oktober WK-kwalificatie Groep F № 257 «onderlinge duels» 21:45 uur (UTC+3) | Eran Zahavi 28' Moanes Dabour 49' |       | 90+4' Ion Nicolăescu | Turnerstadion, Beër Sjeva Toeschouwers: 9.000 Scheidsrechter: Andris Treimanis (LVA) Video-assistent: Harm Osmers (GER) |

|                                                                                |          |                                    |           | |
| 12 november WK-kwalificatie Groep F № 258 «onderlinge duels» 19:00 uur (UTC+2) | Moldavië | 0 – 2                              | Schotland | Zimbrustadion, Chisinau Toeschouwers: 3.642 Scheidsrechter: Srđan Jovanović (SRB) Video-assistent: Marco Fritz (GER) |
| 12 november WK-kwalificatie Groep F № 258 «onderlinge duels» 19:00 uur (UTC+2) |          | 38' Nathan Patterson 65' Che Adams |           | Zimbrustadion, Chisinau Toeschouwers: 3.642 Scheidsrechter: Srđan Jovanović (SRB) Video-assistent: Marco Fritz (GER) |

|                                                                                |                                                                                            |       |                    | |
| 15 november WK-kwalificatie Groep F № 259 «onderlinge duels» 20:45 uur (UTC+1) | Oostenrijk                                                                                 | 4 – 1 | Moldavië           | Wörtherseestadion, Klagenfurt Toeschouwers: 1.800 Scheidsrechter: Aleksandar Stavrev (MKD) Video-assistent: Mete Kalkavan (TUR) |
| 15 november WK-kwalificatie Groep F № 259 «onderlinge duels» 20:45 uur (UTC+1) | Marko Arnautović 4' Christopher Trimmel 22' Marko Arnautović 55' (pen.) Dejan Ljubicic 83' |       | 60' Ion Nicolăescu | Wörtherseestadion, Klagenfurt Toeschouwers: 1.800 Scheidsrechter: Aleksandar Stavrev (MKD) Video-assistent: Mete Kalkavan (TUR) |

### 2022
|                                                                         |                                           |       |                                                                     |                                                                                   |
| 18 januari Vriendschappelijk № 260 «onderlinge duels» 17:00 uur (UTC+3) | Moldavië                                  | 2 – 3 | Oeganda                                                             | Belek Futbol Sahası, Kadriye Toeschouwers: 0 Scheidsrechter: Melis Özçiğdem (TUR) |
| 18 januari Vriendschappelijk № 260 «onderlinge duels» 17:00 uur (UTC+3) | Dmitri Mandrîcenco 10' Mihail Plătică 14' |       | 34' (pen.) Patrick Kaddu 64' Milton Karisa 74' (pen.) Patrick Kaddu | Belek Futbol Sahası, Kadriye Toeschouwers: 0 Scheidsrechter: Melis Özçiğdem (TUR) |

|                                                                         |          |                                                                                   |            |                                                                                    |
| 21 januari Vriendschappelijk № 261 «onderlinge duels» 14:00 uur (UTC+3) | Moldavië | 0 – 4                                                                             | Zuid-Korea | Sportcomplex Mardan, Aksu Toeschouwers: 0 Scheidsrechter: Abdulkadir Bitigen (TUR) |
| 21 januari Vriendschappelijk № 261 «onderlinge duels» 14:00 uur (UTC+3) |          | 20' Kim Jin-kyu 33' Paik Seung-ho 48' Kwon Chang-hoon 90+3' (pen.) Cho Young-wook |            | Sportcomplex Mardan, Aksu Toeschouwers: 0 Scheidsrechter: Abdulkadir Bitigen (TUR) |

|                                                                                   |                      |       |                                              | |
| 24 maart UEFA Nations League Play-outs № 262 «onderlinge duels» 19:00 uur (UTC+2) | Moldavië             | 1 – 2 | Kazachstan                                   | Zimbrustadion, Chisinau Toeschouwers: 5.387 Scheidsrechter: Anastasios Sidiropoulos (GRE) Video-assistent: Juan Martínez Munuera (ESP) |
| 24 maart UEFA Nations League Play-outs № 262 «onderlinge duels» 19:00 uur (UTC+2) | Ion Nicolăescu 45+1' |       | 63' Sergej Malji 79' (e.d.) Veaceslav Posmac | Zimbrustadion, Chisinau Toeschouwers: 5.387 Scheidsrechter: Anastasios Sidiropoulos (GRE) Video-assistent: Juan Martínez Munuera (ESP) |

|                                                                                   | |                |                                                                                               | |
| 29 maart UEFA Nations League Play-outs № 263 «onderlinge duels» 20:00 uur (UTC+6) | Kazachstan                                                                                                | 0 – 1 (n.v.)   | Moldavië                                                                                      | Astana Arena, Nur-Sultan Toeschouwers: 12.582 Scheidsrechter: Ivan Kružliak (SVK) Video-assistent: Paolo Valeri (ITA) |
| 29 maart UEFA Nations League Play-outs № 263 «onderlinge duels» 20:00 uur (UTC+6) | | 13' Igor Armaş |                                                                                               | Astana Arena, Nur-Sultan Toeschouwers: 12.582 Scheidsrechter: Ivan Kružliak (SVK) Video-assistent: Paolo Valeri (ITA) |
| 29 maart UEFA Nations League Play-outs № 263 «onderlinge duels» 20:00 uur (UTC+6) | Strafschoppen                                                                                             |                |                                                                                               | Astana Arena, Nur-Sultan Toeschouwers: 12.582 Scheidsrechter: Ivan Kružliak (SVK) Video-assistent: Paolo Valeri (ITA) |
| 29 maart UEFA Nations League Play-outs № 263 «onderlinge duels» 20:00 uur (UTC+6) | Ajbol Abiken Abzal Bejsebekov Timoer Dosmagambetov Baktijar Zainoetdinov Ajbar Zjaksylykov Georgi Zjoekov | 5 – 4          | Mihail Caimacov Igor Armaș Dmitri Mandrîcenco Artur Crăciun Ion Nicolăescu Ioan-Călin Revenco | Astana Arena, Nur-Sultan Toeschouwers: 12.582 Scheidsrechter: Ivan Kružliak (SVK) Video-assistent: Paolo Valeri (ITA) |

|                                                                                |               |                                              |          | |
| 3 juni UEFA Nations League Groep D1 № 264 «onderlinge duels» 20:45 uur (UTC+3) | Liechtenstein | 0 – 2                                        | Moldavië | Rheinparkstadion, Vaduz Toeschouwers: 903 Scheidsrechter: Giorgi Kroeasjvili (GEO) Video-assistent: Sören Storks (GER) |
| 3 juni UEFA Nations League Groep D1 № 264 «onderlinge duels» 20:45 uur (UTC+3) |               | 5' (pen.) Ion Nicolăescu 90+2' Vadim Bolohan |          | Rheinparkstadion, Vaduz Toeschouwers: 903 Scheidsrechter: Giorgi Kroeasjvili (GEO) Video-assistent: Sören Storks (GER) |

|                                                                                |         |       |          | |
| 6 juni UEFA Nations League Groep D1 № 265 «onderlinge duels» 20:45 uur (UTC+2) | Andorra | 0 – 0 | Moldavië | Estadi Nacional, Andorra la Vella Toeschouwers: 756 Scheidsrechter: Lionel Tschudi (SUI) Video-assistent: Lukas Fähndrich (SUI) |
| 6 juni UEFA Nations League Groep D1 № 265 «onderlinge duels» 20:45 uur (UTC+2) |         |       |          | Estadi Nacional, Andorra la Vella Toeschouwers: 756 Scheidsrechter: Lionel Tschudi (SUI) Video-assistent: Lukas Fähndrich (SUI) |

|                                                                                 |                                             |       |                                                                                             | |
| 10 juni UEFA Nations League Groep D1 № 266 «onderlinge duels» 19:00 uur (UTC+3) | Moldavië                                    | 2 – 4 | Letland                                                                                     | Zimbrustadion, Chisinau Toeschouwers: 4.842 Scheidsrechter: Andy Madley (ENG) Video-assistent: Jarred Gillett (AUS) |
| 10 juni UEFA Nations League Groep D1 № 266 «onderlinge duels» 19:00 uur (UTC+3) | Ion Nicolăescu 5' (pen.) Nichita Moțpan 65' |       | 19' Vladislavs Gutkovskis 26' Jānis Ikaunieks 60' Vladislavs Gutkovskis 75' Jānis Ikaunieks | Zimbrustadion, Chisinau Toeschouwers: 4.842 Scheidsrechter: Andy Madley (ENG) Video-assistent: Jarred Gillett (AUS) |

|                                                                                 |                                                      |       |                     | |
| 14 juni UEFA Nations League Groep D1 № 267 «onderlinge duels» 19:00 uur (UTC+3) | Moldavië                                             | 2 – 1 | Andorra             | Zimbrustadion, Chisinau Toeschouwers: 4.275 Scheidsrechter: Peter Kjærsgaard-Andersen (DEN) Video-assistent: Darren England (ENG) |
| 14 juni UEFA Nations League Groep D1 № 267 «onderlinge duels» 19:00 uur (UTC+3) | Mihail Caimacov 26' (pen.) Ion Nicolăescu 50' (pen.) |       | 45+4' Márcio Vieira | Zimbrustadion, Chisinau Toeschouwers: 4.275 Scheidsrechter: Peter Kjærsgaard-Andersen (DEN) Video-assistent: Darren England (ENG) |

|                                                                                      |                     |       |                                           | |
| 22 september UEFA Nations League Groep D1 № 268 «onderlinge duels» 19:00 uur (UTC+3) | Letland             | 1 – 2 | Moldavië                                  | Skontostadion, Riga Toeschouwers: 6.711 Scheidsrechter: António Nobre (POR) Video-assistent: Hugo Miguel (POR) |
| 22 september UEFA Nations League Groep D1 № 268 «onderlinge duels» 19:00 uur (UTC+3) | Jānis Ikaunieks 55' |       | 26' Ioan-Călin Revenco 45' Ion Nicolăescu | Skontostadion, Riga Toeschouwers: 6.711 Scheidsrechter: António Nobre (POR) Video-assistent: Hugo Miguel (POR) |

|                                                                                      |                                       |       |               | |
| 25 september UEFA Nations League Groep D1 № 269 «onderlinge duels» 16:00 uur (UTC+3) | Moldavië                              | 2 – 0 | Liechtenstein | Zimbrustadion, Chisinau Toeschouwers: 5.774 Scheidsrechter: Stéphanie Frappart (FRA) Video-assistent: Maurizio Mariani (ITA) |
| 25 september UEFA Nations League Groep D1 № 269 «onderlinge duels» 16:00 uur (UTC+3) | Victor Stînă 90+2' Victor Stînă 90+4' |       |               | Zimbrustadion, Chisinau Toeschouwers: 5.774 Scheidsrechter: Stéphanie Frappart (FRA) Video-assistent: Maurizio Mariani (ITA) |

|                                                                          |                      |       |                                      |                                                                                  |
| 16 november Vriendschappelijk № 270 «onderlinge duels» 19:00 uur (UTC+2) | Moldavië             | 1 – 2 | Azerbeidzjan                         | Zimbrustadion, Chisinau Toeschouwers: 3.742 Scheidsrechter: Denys Sjoerman (UKR) |
| 16 november Vriendschappelijk № 270 «onderlinge duels» 19:00 uur (UTC+2) | Nichita Moțpan 90+2' |       | 28' Emin Mahmudov 42' Aleksej Isajev | Zimbrustadion, Chisinau Toeschouwers: 3.742 Scheidsrechter: Denys Sjoerman (UKR) |

|                                                                          |          | |          |                                                                                      |
| 20 november Vriendschappelijk № 271 «onderlinge duels» 20:30 uur (UTC+2) | Moldavië | 0 – 5                                                                                                 | Roemenië | Zimbrustadion, Chisinau Toeschouwers: 6.145 Scheidsrechter: Yaşar Kemal Uğurlu (TUR) |
| 20 november Vriendschappelijk № 271 «onderlinge duels» 20:30 uur (UTC+2) |          | 9' Olimpiu Moruțan 40' Denis Drăguș 60' Alexandru Cicâldău 71' (pen.) Daniel Paraschiv 88' Adrián Rus |          | Zimbrustadion, Chisinau Toeschouwers: 6.145 Scheidsrechter: Yaşar Kemal Uğurlu (TUR) |

### 2023
|                                                                             |                           |       |                    | |
| 24 maart EK-kwalificatie Groep E № 272 «onderlinge duels» 21:45 uur (UTC+2) | Moldavië                  | 1 – 1 | Faeröer            | Zimbrustadion, Chisinau Toeschouwers: 4.732 Scheidsrechter: Nick Walsh (SCO) Video-assistent: David Coote (ENG) |
| 24 maart EK-kwalificatie Groep E № 272 «onderlinge duels» 21:45 uur (UTC+2) | Ion Nicolăescu 87' (pen.) |       | 27' Mads Mikkelsen | Zimbrustadion, Chisinau Toeschouwers: 4.732 Scheidsrechter: Nick Walsh (SCO) Video-assistent: David Coote (ENG) |

|                                                                             |          |       |          | |
| 27 maart EK-kwalificatie Groep E № 273 «onderlinge duels» 21:45 uur (UTC+3) | Moldavië | 0 – 0 | Tsjechië | Zimbrustadion, Chisinau Toeschouwers: 9.831 Scheidsrechter: Daniel Schlager (GER) Video-assistent: Sascha Stegemann (GER) |
| 27 maart EK-kwalificatie Groep E № 273 «onderlinge duels» 21:45 uur (UTC+3) |          |       |          | Zimbrustadion, Chisinau Toeschouwers: 9.831 Scheidsrechter: Daniel Schlager (GER) Video-assistent: Sascha Stegemann (GER) |

|                                                                            |                                   |       |          | |
| 17 juni EK-kwalificatie Groep E № 274 «onderlinge duels» 20:45 uur (UTC+2) | Albanië                           | 2 – 0 | Moldavië | Air Albaniastadion, Tirana Toeschouwers: 20.944 Scheidsrechter: Dennis Higler (NED) Video-assistent: Pol van Boekel (NED) |
| 17 juni EK-kwalificatie Groep E № 274 «onderlinge duels» 20:45 uur (UTC+2) | Jasir Asani 52' Nedim Bajrami 76' |       |          | Air Albaniastadion, Tirana Toeschouwers: 20.944 Scheidsrechter: Dennis Higler (NED) Video-assistent: Pol van Boekel (NED) |

|                                                                            |                                                             |       |                                            | |
| 20 juni EK-kwalificatie Groep E № 275 «onderlinge duels» 21:45 uur (UTC+3) | Moldavië                                                    | 3 – 2 | Polen                                      | Zimbrustadion, Chisinau Toeschouwers: 9.442 Scheidsrechter: Filip Glova (SVK) Video-assistent: Luís Godinho (POR) |
| 20 juni EK-kwalificatie Groep E № 275 «onderlinge duels» 21:45 uur (UTC+3) | Ion Nicolăescu 48' Ion Nicolăescu 79' Vladyslav Baboglo 85' |       | 12' Arkadiusz Milik 34' Robert Lewandowski | Zimbrustadion, Chisinau Toeschouwers: 9.442 Scheidsrechter: Filip Glova (SVK) Video-assistent: Luís Godinho (POR) |

|                                                                          |                         |       |                     |                                                                                |
| 7 september Vriendschappelijk № 276 «onderlinge duels» 20:30 uur (UTC+2) | Oostenrijk              | 1 – 1 | Moldavië            | Raiffeisen Arena, Linz Toeschouwers: 13.200 Scheidsrechter: Robert Jones (ENG) |
| 7 september Vriendschappelijk № 276 «onderlinge duels» 20:30 uur (UTC+2) | Michael Gregoritsch 50' |       | 3' Vitalie Damașcan | Raiffeisen Arena, Linz Toeschouwers: 13.200 Scheidsrechter: Robert Jones (ENG) |

|                                                                                 |         |                |          | |
| 10 september EK-kwalificatie Groep E № 277 «onderlinge duels» 17:00 uur (UTC+1) | Faeröer | 0 – 1          | Moldavië | Tórsvøllur, Tórshavn Toeschouwers: 2.710 Scheidsrechter: Vassilis Fotias (GRE) Video-assistent: Aggelos Evangelou (GRE) |
| 10 september EK-kwalificatie Groep E № 277 «onderlinge duels» 17:00 uur (UTC+1) |         | 53' Vadim Raţă |          | Tórsvøllur, Tórshavn Toeschouwers: 2.710 Scheidsrechter: Vassilis Fotias (GRE) Video-assistent: Aggelos Evangelou (GRE) |

|                                                                         |                                                               |       |                    |                                                                               |
| 12 oktober Vriendschappelijk № 278 «onderlinge duels» 19:00 uur (UTC+2) | Zweden                                                        | 3 – 1 | Moldavië           | Friends Arena, Solna Toeschouwers: 10.097 Scheidsrechter: Antti Munukka (FIN) |
| 12 oktober Vriendschappelijk № 278 «onderlinge duels» 19:00 uur (UTC+2) | Jesper Karlsson 9' Gustaf Lagerbielke 18' Jesper Karlsson 74' |       | 39' Ion Nicolăescu | Friends Arena, Solna Toeschouwers: 10.097 Scheidsrechter: Antti Munukka (FIN) |

|                                                                               |                     |       |                    | |
| 15 oktober EK-kwalificatie Groep E № 279 «onderlinge duels» 20:45 uur (UTC+2) | Polen               | 1 – 1 | Moldavië           | Nationaal Stadion, Warschau Toeschouwers: 51.672 Scheidsrechter: Artur Soares Dias (POR) Video-assistent: Tiago Martins (POR) |
| 15 oktober EK-kwalificatie Groep E № 279 «onderlinge duels» 20:45 uur (UTC+2) | Karol Świderski 53' |       | 26' Ion Nicolăescu | Nationaal Stadion, Warschau Toeschouwers: 51.672 Scheidsrechter: Artur Soares Dias (POR) Video-assistent: Tiago Martins (POR) |

|                                                                                |                       |       |                             | |
| 17 november EK-kwalificatie Groep E № 280 «onderlinge duels» 19:00 uur (UTC+2) | Moldavië              | 1 – 1 | Albanië                     | Zimbrustadion, Chisinau Toeschouwers: 9.537 Scheidsrechter: William Collum (SCO) Video-assistent: Stuart Attwell (ENG) |
| 17 november EK-kwalificatie Groep E № 280 «onderlinge duels» 19:00 uur (UTC+2) | Vladyslav Baboglo 87' |       | 25' (pen.) Sokol Cikalleshi | Zimbrustadion, Chisinau Toeschouwers: 9.537 Scheidsrechter: William Collum (SCO) Video-assistent: Stuart Attwell (ENG) |

|                                                                                |                                                    |       |          | |
| 20 november EK-kwalificatie Groep E № 281 «onderlinge duels» 20:45 uur (UTC+1) | Tsjechië                                           | 3 – 0 | Moldavië | Andrův stadion, Olomouc Toeschouwers: 11.653 Scheidsrechter: Sandro Schärer (SUI) Video-assistent: Maurizio Mariani (ITA) |
| 20 november EK-kwalificatie Groep E № 281 «onderlinge duels» 20:45 uur (UTC+1) | David Douděra 14' Tomáš Chorý 72' Tomáš Souček 90' |       |          | Andrův stadion, Olomouc Toeschouwers: 11.653 Scheidsrechter: Sandro Schärer (SUI) Video-assistent: Maurizio Mariani (ITA) |

### 2024
|                                                                       |                     |       |                      |                                                                              |
| 22 maart Vriendschappelijk № 282 «onderlinge duels» 17:30 uur (UTC+3) | Noord-Macedonië     | 1 – 1 | Moldavië             | Sportcomplex Mardan, Aksu Toeschouwers: 100 Scheidsrechter: Damian Kos (POL) |
| 22 maart Vriendschappelijk № 282 «onderlinge duels» 17:30 uur (UTC+3) | Bojan Miovski 45+1' |       | 82' Vitalie Damașcan | Sportcomplex Mardan, Aksu Toeschouwers: 100 Scheidsrechter: Damian Kos (POL) |

|                                                                       |                 |                                                                                       |          |                                                                                |
| 26 maart Vriendschappelijk № 283 «onderlinge duels» 17:00 uur (UTC+3) | Kaaimaneilanden | 0 – 4                                                                                 | Moldavië | Sportcomplex Mardan, Aksu Toeschouwers: 100 Scheidsrechter: Kadir Sağlam (TUR) |
| 26 maart Vriendschappelijk № 283 «onderlinge duels» 17:00 uur (UTC+3) |                 | 28' Vitalie Damașcan 31' Artur Ioniţă 52' (pen.) Ion Nicolaescu 90+3' Victor Bogaciuc |          | Sportcomplex Mardan, Aksu Toeschouwers: 100 Scheidsrechter: Kadir Sağlam (TUR) |

|                                                                     |                                                         |       |                                         |                                                                                  |
| 8 juni Vriendschappelijk № 284 «onderlinge duels» 19:00 uur (UTC+3) | Moldavië                                                | 3 – 2 | Cyprus                                  | Zimbrustadion, Chisinau Toeschouwers: 4.000 Scheidsrechter: Denys Sjoerman (UKR) |
| 8 juni Vriendschappelijk № 284 «onderlinge duels» 19:00 uur (UTC+3) | Nichita Moțpan 44' Victor Stînă 71' Victor Bogaciuc 78' |       | 51' Danilo Špoljarić 53' Ioannis Pittas | Zimbrustadion, Chisinau Toeschouwers: 4.000 Scheidsrechter: Denys Sjoerman (UKR) |

|                                                                      |          |                                                                                 |          |                                                                                    |
| 11 juni Vriendschappelijk № 285 «onderlinge duels» 19:00 uur (UTC+3) | Moldavië | 0 – 4                                                                           | Oekraïne | Zimbrustadion, Chisinau Toeschouwers: 8.247 Scheidsrechter: Andrei Chivulete (ROU) |
| 11 juni Vriendschappelijk № 285 «onderlinge duels» 19:00 uur (UTC+3) |          | 2' Roman Jaremtsjoek 43' Viktor Tsyhankov 49' Artem Dovbyk 55' Heorhij Soedakov |          | Zimbrustadion, Chisinau Toeschouwers: 8.247 Scheidsrechter: Andrei Chivulete (ROU) |

|                                                                                     |                                                 |       |       | |
| 7 september UEFA Nations League Groep D2 № 286 «onderlinge duels» 19:00 uur (UTC+3) | Moldavië                                        | 2 – 0 | Malta | Zimbrustadion, Chisinau Toeschouwers: 6.142 Scheidsrechter: Mykola Balakin (UKR) Video-assistent: Viktor Kopijevskyj (UKR) |
| 7 september UEFA Nations League Groep D2 № 286 «onderlinge duels» 19:00 uur (UTC+3) | Mihail Caimacov 32' Ion Nicolaescu 45+4' (pen.) |       |       | Zimbrustadion, Chisinau Toeschouwers: 6.142 Scheidsrechter: Mykola Balakin (UKR) Video-assistent: Viktor Kopijevskyj (UKR) |

|                                                                           |                |       |            |                                                                                   |
| 10 september Vriendschappelijk № 287 «onderlinge duels» 19:00 uur (UTC+3) | Moldavië       | 1 – 0 | San Marino | Zimbrustadion, Chisinau Toeschouwers: 4.742 Scheidsrechter: Dmytro Koebrjak (UKR) |
| 10 september Vriendschappelijk № 287 «onderlinge duels» 19:00 uur (UTC+3) | Vadim Raţă 10' |       |            | Zimbrustadion, Chisinau Toeschouwers: 4.742 Scheidsrechter: Dmytro Koebrjak (UKR) |

|                                                                                    |                                       |       |         | |
| 10 oktober UEFA Nations League Groep D2 № 288 «onderlinge duels» 19:00 uur (UTC+3) | Moldavië                              | 2 – 0 | Andorra | Zimbrustadion, Chisinau Toeschouwers: 6.442 Scheidsrechter: Miloš Milanović (SRB) Video-assistent: Momčilo Marković (SRB) |
| 10 oktober UEFA Nations League Groep D2 № 288 «onderlinge duels» 19:00 uur (UTC+3) | Artur Ioniţă 31' Maxim Cojocaru 90+5' |       |         | Zimbrustadion, Chisinau Toeschouwers: 6.442 Scheidsrechter: Miloš Milanović (SRB) Video-assistent: Momčilo Marković (SRB) |

|                                                                                    |                        |       |          | |
| 13 oktober UEFA Nations League Groep D2 № 289 «onderlinge duels» 18:00 uur (UTC+2) | Malta                  | 1 – 0 | Moldavië | Ta' Qalistadion, Ta' Qali Toeschouwers: 5.754 Scheidsrechter: John Brooks (ENG) Video-assistent: Michael Salisbury (ENG) |
| 13 oktober UEFA Nations League Groep D2 № 289 «onderlinge duels» 18:00 uur (UTC+2) | Teddy Teuma 87' (pen.) |       |          | Ta' Qalistadion, Ta' Qali Toeschouwers: 5.754 Scheidsrechter: John Brooks (ENG) Video-assistent: Michael Salisbury (ENG) |

|                                                                                     |         |                           |          | |
| 16 november UEFA Nations League Groep D2 № 290 «onderlinge duels» 18:00 uur (UTC+1) | Andorra | 0 – 1                     | Moldavië | Estadi Nacional, Andorra la Vella Toeschouwers: 984 Scheidsrechter: Boelat Sarijev (KAZ) Video-assistent: Jochem Kamphuis (NED) |
| 16 november UEFA Nations League Groep D2 № 290 «onderlinge duels» 18:00 uur (UTC+1) |         | 90+2' Virgiliu Postolachi |          | Estadi Nacional, Andorra la Vella Toeschouwers: 984 Scheidsrechter: Boelat Sarijev (KAZ) Video-assistent: Jochem Kamphuis (NED) |

|                                                                          |                        |       |                   |                                                                                             |
| 19 november Vriendschappelijk № 291 «onderlinge duels» 18:00 uur (UTC+1) | Gibraltar              | 1 – 1 | Moldavië          | Europa Point Stadium, Gibraltar Toeschouwers: 580 Scheidsrechter: Antoine Chiaramonti (AND) |
| 19 november Vriendschappelijk № 291 «onderlinge duels» 18:00 uur (UTC+1) | Liam Walker 68' (pen.) |       | 40' Victor Mudrac | Europa Point Stadium, Gibraltar Toeschouwers: 580 Scheidsrechter: Antoine Chiaramonti (AND) |

### 2025
|                                                                             |          | |           | |
| 22 maart WK-kwalificatie Groep I № 292 «onderlinge duels» 19:00 uur (UTC+2) | Moldavië | 0 – 5                                                                                               | Noorwegen | Zimbrustadion, Chisinau Toeschouwers: 9.342 Scheidsrechter: Matej Jug (SVN) Video-assistent: Asmir Sagrkovič (SVN) |
| 22 maart WK-kwalificatie Groep I № 292 «onderlinge duels» 19:00 uur (UTC+2) |          | 5' Julian Ryerson 23' Erling Braut Haaland 38' Thelo Aasgaard 43' Alexander Sørloth 69' Aron Dønnum |           | Zimbrustadion, Chisinau Toeschouwers: 9.342 Scheidsrechter: Matej Jug (SVN) Video-assistent: Asmir Sagrkovič (SVN) |

|                                                                             |                                          |       |                                                        | |
| 25 maart WK-kwalificatie Groep I № 293 «onderlinge duels» 19:00 uur (UTC+2) | Moldavië                                 | 2 – 3 | Estland                                                | Zimbrustadion, Chisinau Toeschouwers: 6.112 Scheidsrechter: Lawrence Visser (BEL) Video-assistent: Jan Boterberg (BEL) |
| 25 maart WK-kwalificatie Groep I № 293 «onderlinge duels» 19:00 uur (UTC+2) | Ion Nicolaescu 67' Mihail Caimacov 90+1' |       | 19' Rasmus Peetson 30' Rauno Sappinen 70' Mattias Käit | Zimbrustadion, Chisinau Toeschouwers: 6.112 Scheidsrechter: Lawrence Visser (BEL) Video-assistent: Jan Boterberg (BEL) |

|                                                                     |                                  |       |          | |
| 6 juni Vriendschappelijk № 294 «onderlinge duels» 20:45 uur (UTC+2) | Polen                            | 2 – 0 | Moldavië | Śląskistadion, Chorzów Toeschouwers: 36.357 Scheidsrechter: David Dickinson (SCO) Video-assistent: Steven McLean (SCO) |
| 6 juni Vriendschappelijk № 294 «onderlinge duels» 20:45 uur (UTC+2) | Matty Cash 30' Bartosz Slisz 88' |       |          | Śląskistadion, Chorzów Toeschouwers: 36.357 Scheidsrechter: David Dickinson (SCO) Video-assistent: Steven McLean (SCO) |

|                                                                           |        |   |          | |
| 9 juni WK-kwalificatie Groep I № 295 «onderlinge duels» 20:45 uur (UTC+2) | Italië | – | Moldavië | Mapei Stadium - Città del Tricolore, Reggio Emilia Toeschouwers: n.n.b. Scheidsrechter: Urs Schnyder (SUI) Video-assistent: Lionel Tschudi (SUI) |
| 9 juni WK-kwalificatie Groep I № 295 «onderlinge duels» 20:45 uur (UTC+2) |        |   |          | Mapei Stadium - Città del Tricolore, Reggio Emilia Toeschouwers: n.n.b. Scheidsrechter: Urs Schnyder (SUI) Video-assistent: Lionel Tschudi (SUI) |

|                                                                                |          |   |        |                                                    |
| 5 september WK-kwalificatie Groep I № 296 «onderlinge duels» 21:45 uur (UTC+3) | Moldavië | – | Israël | n.n.b. Toeschouwers: n.n.b. Scheidsrechter: n.n.b. |
| 5 september WK-kwalificatie Groep I № 296 «onderlinge duels» 21:45 uur (UTC+3) |          |   |        | n.n.b. Toeschouwers: n.n.b. Scheidsrechter: n.n.b. |

|                                                                                |           |   |          |                                                    |
| 8 september WK-kwalificatie Groep I № 297 «onderlinge duels» 20:45 uur (UTC+2) | Noorwegen | – | Moldavië | n.n.b. Toeschouwers: n.n.b. Scheidsrechter: n.n.b. |
| 8 september WK-kwalificatie Groep I № 297 «onderlinge duels» 20:45 uur (UTC+2) |           |   |          | n.n.b. Toeschouwers: n.n.b. Scheidsrechter: n.n.b. |

|                                                                     |          |   |          |                                                    |
| 9 oktober Vriendschappelijk № 298 «onderlinge duels» n.n.b. (UTC+3) | Roemenië | – | Moldavië | n.n.b. Toeschouwers: n.n.b. Scheidsrechter: n.n.b. |
| 9 oktober Vriendschappelijk № 298 «onderlinge duels» n.n.b. (UTC+3) |          |   |          | n.n.b. Toeschouwers: n.n.b. Scheidsrechter: n.n.b. |

|                                                                               |         |   |          |                                                    |
| 14 oktober WK-kwalificatie Groep I № 299 «onderlinge duels» 21:45 uur (UTC+3) | Estland | – | Moldavië | n.n.b. Toeschouwers: n.n.b. Scheidsrechter: n.n.b. |
| 14 oktober WK-kwalificatie Groep I № 299 «onderlinge duels» 21:45 uur (UTC+3) |         |   |          | n.n.b. Toeschouwers: n.n.b. Scheidsrechter: n.n.b. |

|                                                                                |          |   |        |                                                    |
| 13 november WK-kwalificatie Groep I № 300 «onderlinge duels» 21:45 uur (UTC+2) | Moldavië | – | Italië | n.n.b. Toeschouwers: n.n.b. Scheidsrechter: n.n.b. |
| 13 november WK-kwalificatie Groep I № 300 «onderlinge duels» 21:45 uur (UTC+2) |          |   |        | n.n.b. Toeschouwers: n.n.b. Scheidsrechter: n.n.b. |

|                                                                                |        |   |          |                                                    |
| 16 november WK-kwalificatie Groep I № 301 «onderlinge duels» 20:45 uur (UTC+1) | Israël | – | Moldavië | n.n.b. Toeschouwers: n.n.b. Scheidsrechter: n.n.b. |
| 16 november WK-kwalificatie Groep I № 301 «onderlinge duels» 20:45 uur (UTC+1) |        |   |          | n.n.b. Toeschouwers: n.n.b. Scheidsrechter: n.n.b. |

FMF · A-internationals · Bondscoaches · Moldavisch vrouwenelftal · Moldavië U21 · Moldavië U20 · Moldavië U19 · Moldavië U18 · Moldavië U17 · Moldavië U16
1990 – 1999 ·
2000 – 2009 ·
2010 – 2019 ·
2020 − 2029
1991 · 1992 · 1993 · 1994 · 1995 · 1996 · 1997 · 1998 · 1999 · 2000 · 2001 · 2002 · 2003 · 2004 · 2005 · 2006 · 2007 · 2008 · 2009 · 2010 · 2011 · 2012 · 2013 · 2014 · 2015 · 2016 · 2017 · 2018 · 2019 · 2020 · 2021 · 2022 · 2023 · 2024
Albanië ·
Andorra ·
Armenië ·
Azerbeidzjan ·
Bosnië en Herzegovina ·
Bulgarije ·
Canada ·
Cyprus ·
Denemarken · 
Duitsland ·
El Salvador · 
Engeland ·
Estland ·
Faeröer ·
Finland ·
Frankrijk ·
Georgië ·
Gibraltar ·
Griekenland ·
Hongarije ·
Ierland ·
IJsland ·
Indonesië ·
Israël ·
Italië ·
Ivoorkust ·
Jordanië ·
Kaaimaneilanden ·
Kameroen ·
Kazachstan ·
Kirgizië ·
Kosovo ·
Kroatië ·
Letland ·
Liechtenstein ·
Litouwen ·
Luxemburg ·
Malta ·
Montenegro ·
Nederland ·
Noord-Ierland ·
Noord-Macedonië ·
Noorwegen ·
Oeganda ·
Oekraïne ·
Oostenrijk ·
Polen ·
Portugal ·
Qatar ·
Roemenië ·
Rusland ·
San Marino ·
Saoedi-Arabië ·
Schotland ·
Servië ·
Slovenië ·
Slowakije ·
Tsjechië ·
Turkije ·
Venezuela ·
Verenigde Arabische Emiraten ·
Verenigde Staten ·
Wales ·
Wit-Rusland ·
Zuid-Korea ·
Zweden ·
Zwitserland
CONMEBOL: Argentinië · Bolivia · Brazilië · Chili · Colombia · Ecuador · Paraguay · Peru · Uruguay · Venezuela

UEFA: Albanië · Andorra · Armenië · Azerbeidzjan · België · Bosnië en Herzegovina · Bulgarije · Cyprus · Denemarken · Duitsland · Engeland · Estland · Faeröer · Finland · Frankrijk · Georgië · Gibraltar · Griekenland · Hongarije · IJsland · Ierland · Israël · Italië · Kazachstan · Kosovo · Kroatië · Letland · Liechtenstein · Litouwen · Luxemburg · Malta · Moldavië · Montenegro · Nederland · Noord-Ierland · Noord-Macedonië · Noorwegen · Oekraïne · Oostenrijk · Polen · Portugal · Roemenië · Rusland · San Marino · Schotland · Servië · Slovenië · Slowakije · Spanje · Tsjechië · Turkije · Wales · Wit-Rusland · Zweden · Zwitserland

AFC: Australië · China · Irak · Iran · Japan · Libanon · Oezbekistan · Oman · Qatar · Saoedi-Arabië · Syrië · Verenigde Arabische Emiraten · Vietnam · Zuid-Korea

CAF: Algerije · Burkina Faso · Congo-Kinshasa · Egypte · Ghana · Ivoorkust · Kaapverdië · Kameroen · Mali · Marokko · Nigeria · Senegal · Tunesië · Zuid-Afrika

CONCACAF: Canada · Costa Rica · Curaçao · El Salvador · Honduras · Jamaica · Mexico · Panama · Suriname · Verenigde Staten

OFC: Nieuw-Zeeland